# Карасубазарський трактат
Карасубазáрський трактáт (рос. Карасубазарский трактат), офіційно Ми́рний і сою́зний трактáт між Росі́йською Імпéрією і Хáнством Кри́мським (рос. дореф. Мирный и союзный трактатъ между Россійскою Имперіею и Ханствомъ Крымскимъ) — мирний договір, підписаний у місті Карасубазар (сучасний Білогірськ) у Криму 1 листопада 1772 року між Російською імперією та Кримським ханством. Умови трактату полягали в проголошенні незалежности Криму та укладанні союзу з Росією.
1771 року Кримське ханство у ході російсько-турецької війни було окуповане російською армією на чолі з Василієм Долгоруковим-Кримським. Того ж року до влади в Криму прийшов хан Сахіб II Ґерай.
1772 року між Росією та Кримом розпочалися переговори про укладення мирного договору, який передбачав би незалежність ханства та його союз із Росією. З боку Росії участь у переговорах брав слобідсько-український губернатор Євдоким Щербінін.
Влада Кримського ханства не одразу погодилася на укладання такого мирного договору. У відповідь російські війська знищували корінне населення півострова. Підтримку Росії в переговорному процесі надавала частина кримської знаті.
1 листопада 1772 року договір був підписаний у місті Карасубазар (нині — Білогірськ). 29 січня 1773 року імператриця Катерина II ратифікувала трактат. Проте через зловживання російського уряду в Криму диван Кримського ханства розірвав угоду.
За умовами договору, Кримське ханство ставало повністю незалежною державою, проте перебувало в союзі з Російською імперією; фортеці Керч та Єні-Кале в Керченській протоці мали перебувати під контролем російської армії; Ногайська та Буджацька орди мають бути переселені до Кубані; при дворі кримського хана мав перебувати «резидуючий міністр» російської імператриці.
Умови договору були визнані Османською імперією у 1774 році за Кючук-Кайнарджийським миром.

## Передумови
1768 року Османська імперія, звинувативши Росію в організації нападу козаків під проводом Максима Залізняка на місто Балту, оголосила їй війну. Як васал османів на їхньому боці воювало Кримське ханство.
У війні Османська імперія зазнавала тяжких поразок від Росії. Кримське ханство було повністю окуповане Росією.
1771 року кримські беї без участи османського султана обрали ханом Сахіба II Ґерая замість Селіма III.

## Укладання договору
З метою «дотиснути» Сахіба II Ґерая до унезалежнення Криму та союзу з Росією у квітні 1772 року слобідсько-український губернатор Євдоким Щербінін з півторатисячною залогою вирушив до Криму для переговорів.
Євдоким Щербінін мав авдієнцію в кримського хана. Він намагався вмовити Сахіба Ґерая погодитися на розміщення в Криму російських військ та флоту. Історик Сергій Соловйов у праці «Історія Росії від найдавніших часів» писав, що Сахіб Ґерай не одразу погодився на такі умови Росії; хан казав російському послові Щербініну:
|  | Для чого вільну людину охороняти? |

У відповідь Євдоким Щербінін казав ханові, що це необхідно для його безпеки у випадку можливої спроби його повалення турецькими військами. Крім того, учасники переговорів з боку Кримського ханства заявляли:
|  | Адже ми вільні, відповідно, можемо погоджуватись і не погоджуватися. |

Переговори з кримським ханом були важкими. Сторону Росії в кількамісячних переговорах підтримала частина кримської проросійської знаті.

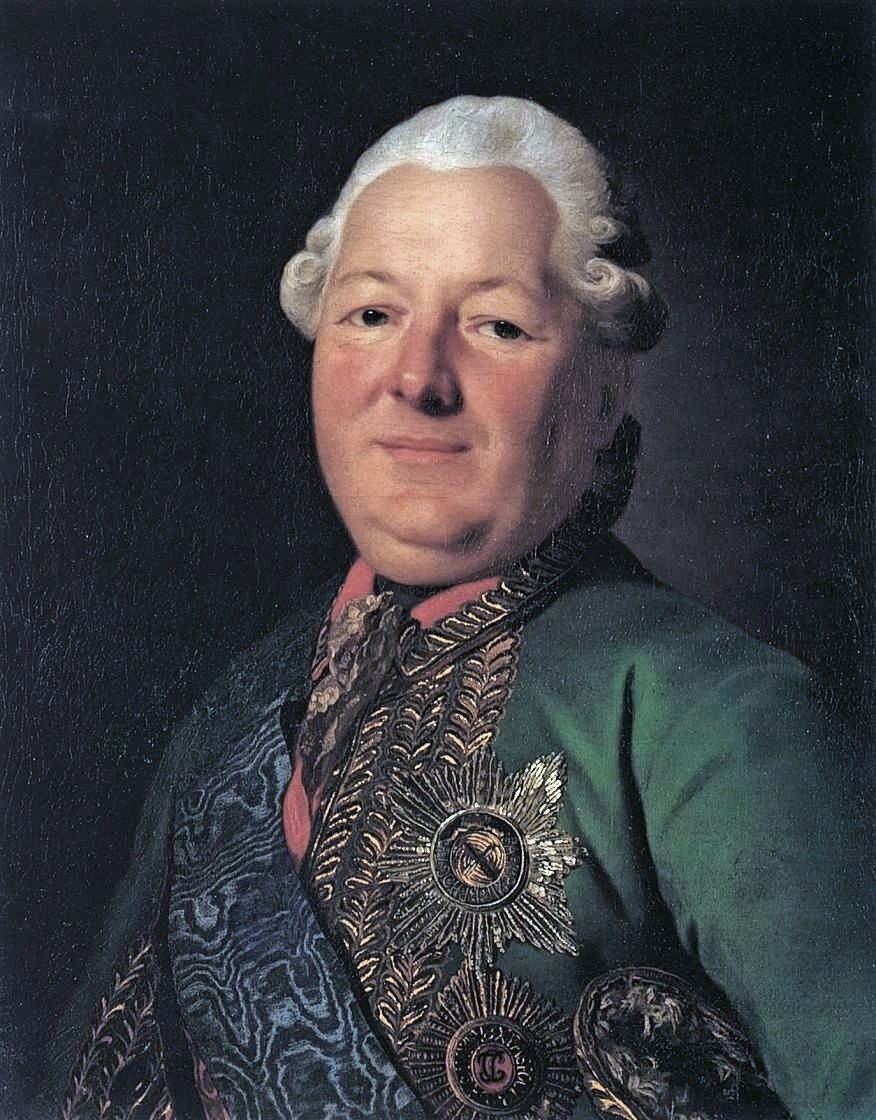
Василь Долгоруков-Кримський

Для того, щоб змусити кримського хана укласти мир, російський полководець генерал-аншеф князь Василій Долгоруков-Кримський 19 вересня 1772 року знищив «татарські скопища, що чинили заворушення». Армія Долгорукова спалювала поселення та страчувала місцеве населення, внаслідок чого кількість корінного населення Криму різко зменшилася.

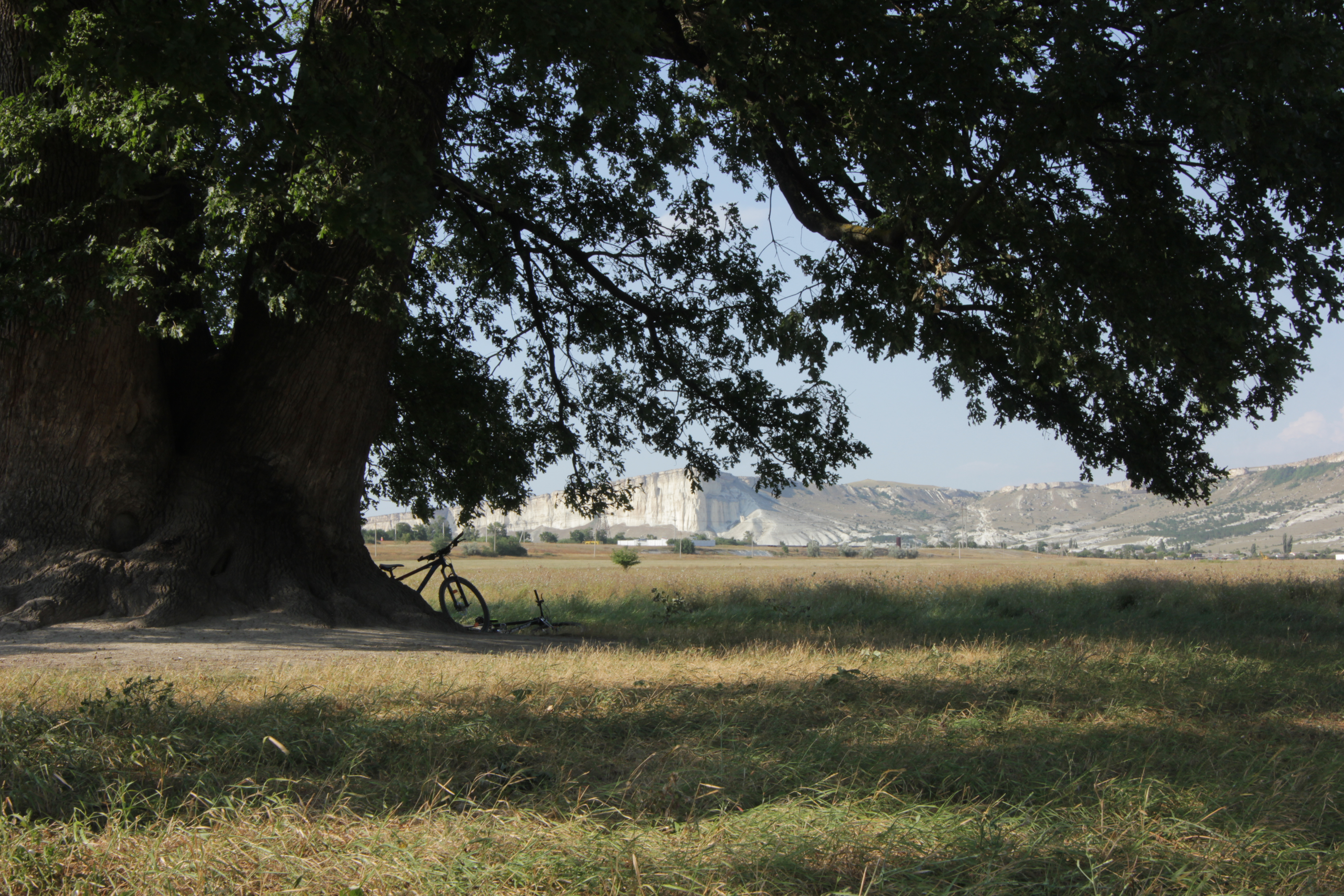
Суворовський дуб, під яким був підписаний Карасубазарський трактат, та скеля Ак-Кая позаду нього.

Врешті-решт, 1 листопада 1772 року в місті Карасубазар (сучасний Білогірськ), під так званим Суворовським дубом поблизу скелі Ак-Кая, було підписано Мирний і союзний трактат між Російською Імперією і Ханством Кримським (рос. дореф. Мирный и союзный трактатъ между Россійскою Имперіею и Ханствомъ Крымскимъ) між Російською імперією та Кримським ханством. За Росію договір підписав генерал-аншеф Євдоким Щербінін, а за Кримське ханство — хан Сахіб II Ґерай.
|                                                                           |  |
| Підписанти Карасубазарського трактату: Євдоким Щербінін та Сахіб II Ґерай |  |

29 січня 1773 року імператриця Росії Катерина II ратифікувала договір.

## Зміст
Трактат складався з 14 пунктів.
- Пункт 1 проголошував «союз, дружбу та довіру» між Росією та Кримським ханством «без утисків віри, законів і вольностей»[13].

- Пункт 2 проголошував, що право обрання нового хана належить лише народові та знаті Кримського ханства, і ні Російська, ні Османська імперії не мають права втручатися у процес обрання.

- Пункт 3 проголошував, що всі народи, які були в підпорядкуванні Кримському ханству, продовжують перебувати під його владою, проте кабардинці мають перейти у російське підданство.
- Пункт 4 проголошував, що Росія не може вимагати в «Кримської області» війська, а війська Кримського ханства не підпорядковуються російській армії.
- Пункт 5 проголошував, що імператриця Катерина II та її наступники зобов'язуються оберігати «Татарську область» «у всіх вищезазначених її правах та початкових положеннях».
- Пункт 6 проголошував, що до завершення російсько-турецької війни Російська імператорська армія може перебувати у фортецях на теренах Криму, проте за умов, «щоб ця обставина ні найменшим не була тягарем для кримських обивателів».
- Пункт 7 проголошував, що Росія бере на себе обов'язок захищати вольності Криму, проте «назавжди» бере у своє підпорядкування фортеці Керч та Єні-Кале.
- Пункт 8 проголошував, що будь-які інші фортеці та укріплення, окрім Керчі та Єні-Кале, будуть у підпорядкуванні «Світлійшого Хана та Кримського Уряду»[14].
- Пункт 9 проголошував, що Ногайська та Буджацька орди повинні бути переселені на Кубань та проживати там під зверхністю хана, керуючись «своїми древніми правами, обрядами та звичаями»[15].
- Пункт 10 проголошував про повернення всіх військовополонених кримців до Криму, а росіян — до Росії без викупу.
- Пункт 11 проголошував, що кримці-кріпаки, навіть якщо вони християни, не можуть бути в складі Російської імператорської армії, а можуть «тільки за добровільною згодою з хазяїнами викуплені бути».
- Пункт 12 проголошував, що кримські купці можуть вільно торгувати в Росії, а російські купці — в Криму.
- Пункт 13 проголошував, що російська імператриця має право мати власного «резидуючого міністра» при кримському ханові.
- Пункт 14 проголошував, що трактат має бути ратифікований Катериною II.

## Наслідки
Через дії «Росії, що відбирає в нас землі і поводиться з нами брехливо», диван Кримського ханства розірвав договір з Росією.
У 1774 році було підписано Кючук-Кайнарджийський мирний договір, відповідно до якого Османська імперія визнала де-юре незалежність Кримського ханства, що передбачав Карасубазарський трактат.
У 1775 році владу в Криму захопив хан Девлет IV Ґерай, який підтримував Османську імперію. Проте вже у 1777 році у Криму владу захопив хан з проросійською орієнтацією Шагін Ґерай. У 1782 році його скинув з престолу хан Бахадир II, проте у 1783 році Шагін Ґерай повернувся до влади.
1783 року за наказом Катерини II Кримське ханство увійшло до складу Російської імперії як Таврійська область.